# ФК Димитровград
ФК Димитровград е футболен клуб от едноименния град, който участва в Югоизточната Трета лига.
Клубът е основан през 1968 г. след обединение на двата местни отбора Химик и Миньор. Играе домакинските си мачове на стадион „Миньор“ с капацитет 10 000 места. Основният екип на отбора е жълти фланелки, сини гащета и жълти чорапи.

## История

### Преди обединението

#### Химик
Химик (Димитровград) е основан през 1949 г. под името Торпедо. През 1957 г. е преименуван на Раковски, а през 1962 г. получава името Химик. През сезон 1961/62 завършва на 2-ро място в Южната Б група и печели промоция за А група. В този период атаката на отбора се води от Петър Жеков, който впоследствие ще стане един от най-великите нападатели в историята на българския футбол. Сред другите основни футболисти в състава са Васил Анков, Стойчо Тодоров, Панайот Панайотов, Димитър Славов, Иван Андонов, Димитър Илиев, Тодор Петков, Димитър Дадалов и Димитър Бодуров. Клубът обаче остава само един сезон в елита. През 1962/63 завършва на последното 16-о място в А група и изпада във втория ешелон.

#### Миньор
Миньор (Димитровград) възниква като отбор на мините в Маришкия басейн - „Марбас“. През 1960 г. влиза за първи път в Южната Б група. До обединението с Химик, случило се след края на сезон 1967/68, е неизменна част от второто ниво на родния футбол. Най-доброто му класиране е 2-ро място в Б група през сезон 1962/63. Сред най-известните футболисти, играли в Миньор (Димитровград), са Иван Деянов, Стефан Пашоолов, Христо Андонов-Пелето, Георги Мицин, Михаил Кожухаров.

### ФК Димитровград
През лятото на 1968 г. Химик и Миньор се обединяват под името ФК Димитровград. Обединеният отбор записва 14 поредни сезона в Б група. В средата на 70-те години в тима изгрява звездата на младия Стойчо Младенов. Най-доброто класиране в този период е 2-ро място през сезон 1978/79, когато старши треньор е прохождащият в професията Димитър Пенев. В състава си той разчита на бившите футболисти на ЦСКА Пламен Янков и Стоил Трънков, младият вратар Владо Делчев, Иван Бербатов (баща на Димитър Бербатов), Калин Топузаков (баща на Елин Топузаков).
През 1981/82 ФК Димитровград завършва на 16-о място и изпада във В група. Впоследствие начело на тима застава Иван Кючуков, който успява да изгради боеспособен състав. През 1985 г. Димитровград се завръща в Б група, като през сезон 1985/86 завършва на второ място и печели промоция за А група.
След осигуряването на участие в елитното първенство треньорския пост е поет от Григор Петков. Капитан на отбора става привлеченият от Славия (София) прочут защитник Иван Илиев. Сред другите известни имена в състава са Ангел Калбуров, Христо Денчев и Георги Кутянов. По време на кампанията дебют в елита записват и юношите Митко Трендафилов и Дончо Донев. Отборът обаче отново не успява да се задържи в А група. През сезон 1986/87 завършва на последното 16-о място с 21 точки. Същият точков актив имат още Академик (Свищов), Спартак (Плевен) и Берое, но Димитровград е с най-лоша голова разлика и се завръща в Б група. През сезон 1987/88, под ръководството на Мавро Мавров, отборът завършва на последното 20-о място във втория ешелон и изпада във В група.
От 1992 до 1997 г. отборът се казва Компакт (Димитровград). През сезон 1993/94 треньор на тима е руснакът Владимир Юлигин, който класира Компакт в Б група. По това време в тима са сънародниците му Виктор Булатов, Михаил Шестаков и Владимир Рафаенко. През 1994 г. обаче в тима възникват финансови проблеми и Юлигин напуска поста си. Димитровград остава в Б група до 1999 г., а през 2000 г. се разпада.
Преди началото на сезон 2003/04 клуба бе възстановен и оттогава участва в ОФГ-Хасково. През 2004 г. се обединиха трите димитровградски отбора – Сиера 2000, Септември (кв. Черноконьово) и ФК Димитровград.
През 2008 година отборът се завърна в Югоизточна 'В' футболна група под името „Химик“, след което през 2009 се преименува на ФК „Димитровград 1947“ и прие историята на оригиналния ФК „Димитровград“.

## Успехи
- 2 участия в А група през 1962/63 (16 м., като Химик) и 1986/87 (16 м.).
- Осминафиналист за купата на страната през 1954 г. (като Торпедо) и през 1962/63 (като Раковски).
- 2 място в Б група: 1961/62 (като Раковски).
- 2 място в Южната Б група: 1962/63 (като Миньор), 1964/65 (като Химик), 1978/79 (като Димитровград) и 1985/86 (като Димитровград).
- 3 място в Южната Б група: 1977/78 (като Димитровград).
- Носител на Купата на Аматьорската футболна лига: 2000/01 (като Сиера 2000).

## Състав 2011/2010
Към 1 ноември 2016 г.

## Известни футболисти
- Петър Жеков
- Стойчо Младенов
- Ангел Калбуров
- Дончо Донев
- Митко Трендафилов
- Елин Топузаков
- Митьо Мандов
- Виктор Булатов
- Вова Рафаенко
- Динко Господинов
- Трендафил Данев
- Тончо Михайлов
- Чавдар Камов
- Владо Делчев
- Васил Сантов